# 노재원 (배우)
노재원(1993년 10월 13일 ~ )은 대한민국의 배우이다.

## 드라마
- 2023년 Netflix 오리지널 드라마 《D.P. 시즌2》
- 2023년 Netflix 오리지널 드라마 《정신병동에도 아침이 와요》 … 김서완 역
- 2024년 Netflix 오리지널 드라마 《살인자ㅇ난감》 ... 하상민 역
- 2024년 Disney+ 오리지널 드라마 《삼식이 삼촌》 ... 한수 역
- 2024년 MBC 금토드라마 《이토록 친밀한 배신자》 ... 구대홍 역
- 2024년 Netflix 오리지널 드라마 《오징어 게임 2》 ... 남규(124번) 역
- 2025년 Disney+ 오리지널 드라마 《나인 퍼즐》 … 황인찬 역
- 2025년 Netflix 오리지널 드라마 《오징어 게임 3》 ... 남규(124번) 역

## 영화
- 2020년 영화 《드라이빙 스쿨》
- 2021년 영화 《한비》
- 2021년 영화 《스테이세이프》
- 2021년 영화 《당신의 좌석은 어디인가요?》 ... 촬영 1st / 승우 역
- 2022년 영화 《윤시내가 사라졌다》 ... 준옥 역
- 2022년 영화 《동감》 ... 주근태 역
- 2022년 영화 《아빠는 외계인》
- 2024년 영화 《세기말의 사랑》 ... 도영 역

## 수상 목록
- 2024년 제10회 에이판 스타 어워즈 남자 신인상 《이토록 친밀한 배신자》, 《정신병동에도 아침이 와요》